# Kepler-292b
Kepler-292b es un planeta extrasolar que forma parte de un sistema planetario formado por al menos cinco planetas. Orbita la estrella denominada Kepler-292. Fue descubierto en el año 2014 por la sonda Kepler por medio de tránsito astronómico.